# Род-Таун
Род-Таун (англ. Road Town) — столиця Британських Віргінських Островів, розташована на острові Тортола. Місто розташоване біля гавані Род-Гарбор у формі підкови, розташованій посередині південного узбережжя острова. Населення міста станом на 2004 рік становило близько 9400 мешканців.
Назва міста походить від терміна the roads — «рейд» англійською. Велика частина міста знаходиться на осушеній ділянці моря площею 0,27 км² під назвою Вікгемз-Кей (Wickham's Cay — «риф Вікгема»), яка стала центром туризму. Найстаріша будівля в місті — колишня королівська в'язниця на Мейн-стріт, збудована в 1840-ті роки.
Місто є одним з основних центрів фрахтування дорогих яхт на Карибському морі.

## Межі міста
Межі міста визначені досить нечітко. При під'їзді до міста з заходу, біля підніжжя пагорбу Сліні (Slaney Hill) гостей міста вітає дорожній вказівник. Але традиційно вважається, що місто починається від Род-рифу (Road Reef) і форту Берт (Fort Burt), і що готель «Проспект Риф» (Prospect Reef Hotel), який займає майже всю територію між ними, формально не відноситься до Род-Тауну.
При під'їзді до Род-Тауну зі сходу також незрозуміло, чи починається місто з роз'їзду Порт-Пьорселл (Port Purcell) нижче за Форт-Джордж (Fort George), чи в нього все ж входить Боерс-Бей (Baughers' Bay).
Обидва Форт-Берт і Форт-Джордж історично позначали західну і східну межі міста і користувались захистом британської корони.

## Клімат
Місто знаходиться у зоні, котра характеризується мусонним кліматом. Найтепліший місяць — серпень із середньою температурою 27.8 °C (82 °F). Найхолодніший місяць — лютий, із середньою температурою 23.9 °С (75 °F).
| Клімат Род-Тауна        | Клімат Род-Тауна | Клімат Род-Тауна | Клімат Род-Тауна | Клімат Род-Тауна | Клімат Род-Тауна | Клімат Род-Тауна | Клімат Род-Тауна | Клімат Род-Тауна | Клімат Род-Тауна | Клімат Род-Тауна | Клімат Род-Тауна | Клімат Род-Тауна | Клімат Род-Тауна |
| Показник                | Січ.             | Лют.             | Бер.             | Квіт.            | Трав.            | Черв.            | Лип.             | Серп.            | Вер.             | Жовт.            | Лист.            | Груд.            | Рік              |
| Середній максимум, °C   | 27,8             | 27,8             | 27,8             | 28,9             | 28,9             | 30               | 30               | 31,1             | 31,1             | 30               | 28,9             | 27,8             | 29,2             |
| Середня температура, °C | 25               | 24               | 25               | 25               | 26               | 27               | 27               | 28               | 27               | 27               | 26               | 25               | 26               |
| Середній мінімум, °C    | 21,1             | 21,1             | 21,1             | 22,2             | 22,8             | 23,9             | 23,9             | 23,9             | 23,9             | 23,9             | 22,8             | 22,2             | 22,7             |
| Норма опадів, мм        | 68               | 49               | 51               | 59               | 106              | 74               | 85               | 111              | 144              | 147              | 132              | 79               | 1105             |
| Днів з опадами          | 13               | 10               | 10               | 10               | 13               | 13               | 15               | 15               | 15               | 16               | 15               | 14               | 159              |
| ----------------------- | ---------------- | ---------------- | ---------------- | ---------------- | ---------------- | ---------------- | ---------------- | ---------------- | ---------------- | ---------------- | ---------------- | ---------------- | ---------------- |
| Джерело: Weatherbase    |                  |                  |                  |                  |                  |                  |                  |                  |                  |                  |                  |                  |                  |

## Ресурси Інтернету
- Карта і путівник по Род-Тауну (англ.)
- Детальна карта Род-Тауна (англ.)
- Карта острову Тортола (англ.)
- Стаття в Encyclopedia Britannica (англ.)

| Британські Віргінські Острови | Це незавершена стаття з географії Британських Віргінських Островів. Ви можете допомогти проєкту, виправивши або дописавши її. |